# Riesenbruch
Das Naturschutzgebiet Riesenbruch liegt auf dem Gebiet der Stadt Rathenow im Landkreis Havelland in Brandenburg. 
Das etwa 297 ha große Naturschutzgebiet mit der Kennung 1563, das mit Verordnung vom 30. April 2003 unter Naturschutz gestellt wurde, erstreckt sich westlich von Stechow, einem Ortsteil der Gemeinde Stechow-Ferchesar. Südlich und östlich des Gebietes verläuft die B 188 und westlich die B 102. Nördlich erstreckt sich der 8,83 km lange Hohennauener-Ferchesarer See, westlich fließt die Havel.

## Bedeutung
Schutzzweck des Naturschutzgebietes, das eine „strukturreiche Landschaft mit natürlichen Mischwäldern, unterschiedlichen Vorwaldstadien, gehölzarmen Offenflächen, Heiden, feuchten Senken, Kleingewässern und extensiv genutzten Wiesen umfasst,“ ist u. a. „die Erhaltung und Entwicklung der Landschaft als Standort wild wachsender Pflanzengesellschaften, insbesondere der Pfeifengraswiesen, Kleinseggenwiesen im Bereich der Riesenbruchwiese, naturnaher pfeifengrasreicher Laubmischwälder und azidophiler Buchenmischwälder, Hainmieren-Stieleichenwälder sowie von Erlenbruchwäldern.“